# Mathieu Cordang

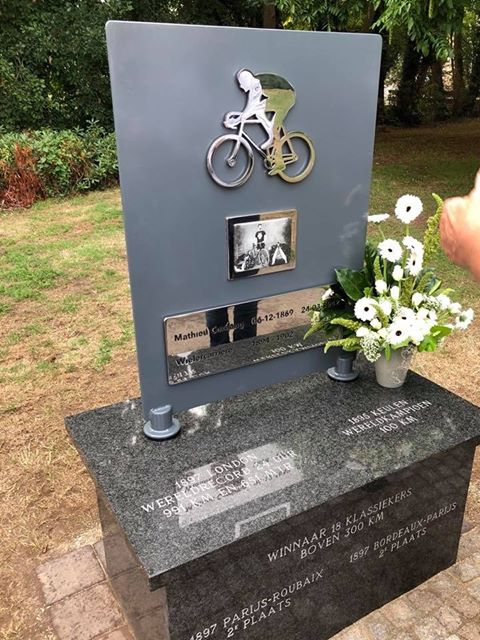
Monument in Swalmen

Joannes Matheus (Mathieu) Cordang (Blerick, 6 december 1869 – Swalmen, 24 maart 1942) was een Nederlands wielerpionier.

## Biografie
Hij blonk uit bij het stayeren en wedstrijden over lange afstanden.
Als amateur werd Cordang wereldkampioen stayeren in 1895 in Keulen. Ook won hij lange afstandswedstrijden die al lang niet meer bestaan, zoals Amsterdam-Arnhem-Amsterdam. In 1894 vestigde hij een wereldrecord op de mijl op de tandem. Een jaar later versloeg hij in een "wedstrijd" de sneltrein Maastricht-Roermond!
Mathieu Cordang was professional van 1896 tot 1900. In 1897 ontging hem de winst in Parijs-Roubaix toen hij op de wielerbaan van Roubaix ten val kwam. De latere tourwinnaar Maurice Garin wachtte niet op de gevallen Cordang en won met twee meter voorsprong de koers. Garin was uitgeput en Cordang werd toegejuicht door het publiek. Hij rookte - zoals zo vaak - een dikke Gigerl sigaar op het middenterrein. Daaraan ontleende hij zijn bijnaam 'Mister Tabacco'. 
Daarna legde Cordang zich weer toe op het stayeren. In 1898 won hij de Grote Prijs van Amsterdam. In 1900 in Parijs was hij de allereerste Nederlandse deelnemer aan Olympische spelen. Hij won goud op de 3 kilometer, maar deze koers van professionals werd later niet officieel erkend door het IOC. Het hoogtepunt van zijn profcarrière kwam in hetzelfde jaar. Op de wielerbaan in Crystal Palace in Londen reed hij vijf wereldrecords. Zo reed hij de tijdens de Bol d'Or 1900 een werelddagrecord, door (met gangmaking) in 24 uur 991 kilometer en 651 meter te fietsen.
Voor hij beroepsrenner werd, was Cordang matroos op de grote vaart. Na zijn wielercarrière had hij een garagebedrijf in Swalmen. Hij overleed in 1942 op 72-jarige leeftijd aan een longontsteking. Sinds 29 augustus 2018 staat tegenover zijn voormalige garage een park en monument dat zijn naam draagt.

## Erelijst
- 1894
  - Amsterdam-Arnhem-Amsterdam
  - Maastricht-Nijmegen-Maastricht
  - Rotterdam-Utrecht-Rotterdam
  - Wereldrecord 1000 km op de baan
- 1895
  - Amsterdam-Arnhem-Amsterdam
  - Leiden-Utrecht-Leiden
  - Maastricht-Roermond (wedstrijd met trein)
  -  Wereldkampioen stayeren
- 1896
  - 5e Bordeaux-Parijs
- 1897
  - 24-uur van Crystal Palace (991,651 km)
  - 2e Bordeaux-Parijs
  - 2e Parijs-Roubaix
  - 3e 1000 km Défi Routier
- 1898
  - 100 km GP Roubaix
  - 100 km GP Amsterdam
  - 200 km GP Berlijn
- 1899
  - 100 km GP Den Haag
  - Wereldrecordhouder 24 uur (1000,110 km)
- 1900
  - Bol d'Or (24-uur in Vincennes-Parijs) vóór Maurice Garin
  - Goud op 3 km Olympische Spelen (niet officieel erkend)

## Resultaten in voornaamste wedstrijden
| Jaar | Parijs-Roubaix |
| ---- | -------------- |
| 1897 | ↑              |